# George C. Pimentel Award in Chemical Education
Der George C. Pimentel Award in Chemical Education ist ein Preis der American Chemical Society (ACS Division on Chemical Education) in Chemiedidaktik. Er wird jährlich seit 1952 jährlich verliehen. Früher hieß er ACS Award in Chemical Education.
Der Preis ist nach George C. Pimentel benannt, der 1990 selbst Preisträger war und Ko-Autor und Herausgeber eines verbreiteten High-School Lehrbuchs zur Chemie (Chemistry- an experimental science, 1963), und mit 5000 Dollar dotiert.
Außer der reinen Lehre (Schule, Universität, Erwachsenenbildung usw.) werden auch Leistungen in Organisation und Administration, einflussreiche Schriften, öffentliche Aufklärung oder pädagogischer Forschung und Methodologie ausgezeichnet. Bei der Preisvergabe gibt es weder bei Nationalität, Bildungshintergrund noch Sonstigem Einschränkungen.
Sponsor ist zur Zeit neben der ACS der Verlag Cengage Learning. Früher waren verschiedene Firmen der Chemiebranche die Sponsoren, zuerst Scientific Apparatus Makers Association und später unter anderem Rohm and Haas und Dow Chemical.

## Preisträger
- 1952 Joel H. Hildebrand
- 1953 Howard J. Lucas
- 1954 Raymond E. Kirk
- 1955 Gerrit Van Zyl
- 1956 Otto M. Smith
- 1957 Norris W. Rakestraw
- 1958 Frank E. Brown
- 1959 Harry F. Lewis
- 1960 Arthur F. Scott
- 1961 John C. Bailar junior
- 1962 William G. Young
- 1963 Edward L. Haenisch
- 1964 Alfred B. Garrett
- 1965 Theodore A. Ashford
- 1966 W. Conway Pierce
- 1967  Louis F. Fieser
- 1968 William F. Kieffer
- 1969 L. Carroll King
- 1970 Hubert N. Alyea
- 1971 Laurence E. Strong
- 1972 J. Arthur Campbell
- 1973 Robert C. Brasted
- 1974 George S. Hammond
- 1975 William T. Lippincott
- 1976 Leallyn B. Clapp
- 1977 Robert W. Parry
- 1978  Lloyd N. Ferguson
- 1979 Gilbert P. Haight Jr.
- 1980 Henry A. Bent
- 1981 Derek A. Davenport
- 1982 Anna J. Harrison
- 1983 Michell J. Sienko
- 1984 Arthur W. Adamson
- 1985 Glenn A. Crosby
- 1986 Bassam Z. Shakhashiri
- 1987 Linus Pauling
- 1988 Marjorie H. Gardner
- 1989 Joseph J. Lagowski
- 1990 George C. Pimentel
- 1991 John W. Moore
- 1992 Fred Basolo
- 1993 George B. Kauffman
- 1994 Glenn T. Seaborg
- 1995 Ernest L. Eliel
- 1996 Roald Hoffmann
- 1997 Arthur B. Ellis
- 1998 Stanley G. Smith
- 1999 Mary Virginia Orna
- 2000 Jerry A. Bell
- 2001 Harry B. Gray
- 2002 Michael P. Doyle
- 2003 George M. Bodner
- 2004 Nicholas J. Turro
- 2005 James N. Spencer
- 2006 F. Albert Cotton
- 2007 A. Truman Schwartz
- 2008 Richard N. Zare
- 2009 Henry W. Heikkinen
- 2010 Zafra J. Margolin Lerman
- 2011 William R. Robinson
- 2012 Diane M. Bunce
- 2013 Conrad L. Stanitski
- 2014 Thomas J. Greenbowe
- 2015 I. Dwaine Eubanks
- 2016 Richard S. Moog
- 2017 Thomas A. Holme
- 2018 Pratibha Varma-Nelson
- 2019 Catherine H. Middlecamp
- 2020 Thomas J. Wenzel
- 2021 Dudley Shallcross
- 2024 Donald J. Wink[2]
- 2025 Peter Mahaffy[3]
- 2026 Norbert J. Pienta[4]